# Государственное агентство водных ресурсов Украины
Государственное агентство водных ресурсов Украины (Госводаге́нтство Украины) — центральный орган исполнительной власти на Украине.
Деятельность агентства направляет и координирует Кабинет министров Украины через министра экологии и природных ресурсов Украины.
Реализует государственную политику в сферах:
- развития водного хозяйства и гидротехнической мелиорации земель
- управление, использование и воссоздание поверхностных водных ресурсов.

## История
- 1954—1960 — Главное управление водного хозяйства при Совете Министров УССР
- 1960—1963 — Государственный комитет Совета Министров УССР по водному хозяйству
- 1963—1965 — Государственный производственный комитет по оросительному земледелию и водному хозяйству
- 1965—1990 — Министерство мелиорации и водного хозяйства УССР
- 1990—1991 — Министерство водных ресурсов и водного хозяйства УССР
- 1991—2010 — Государственный комитет Украины по водному хозяйству
- из 2010 — Государственное агентство водных ресурсов Украины

## Ключевые люди
- Сташук Василий Андреевич (родился в 1955) — председатель агентства до 2014 г.
- Чунарев Алексей Васильевич (родился 12.05.1982) — и. о. председателя агентства — октябрь 2014 — май 2015 гг.
- Овчаренко Ирина Ивановна (родилась 23.01.1978) — и. о. председателя агентства — с мая в 2015 г.
- Овчаренко Ирина Ивановна (родилась 23.01.1978) — председатель агентства — с декабря в 2016 г. по 28 октября 2019 г.[2]
- Хорев Михаил Юрьевич (родился 26.11.1982) — и. о. председателя агентства — с 28 октября 2019 г.[3]

## Расположение
Здание Госводагентства Украины расположено в Киеве по улице Большой Васильковской, 8.